# Katedra Matki Bożej Różańcowej w Ksinara
Katedra Matki Bożej Różańcowej w Ksinara (gr. Καθολικός Μητροπολιτικός Ναός Παναγίας Ροδαρίου) – rzymskokatolicka katedra archidiecezji Naksos-Andros-Tinos-Mykonos znajdująca się w Ksinara, na wyspie Tinos w Grecji.
Świątynia została wybudowana w latach 1860–1870. Mieści Katolickie Archiwa Tinos. Te archiwa zawierają tysiące dokumentów historii Cyklad. Wiele z papierów sięga w dal do XV i XVI wieku. Muzeum pokazuje kościelne relikty.